# Prosthechea guttata
Prosthechea guttata es una orquídea epífita originaria de América.

## Descripción
Es una orquídea de tamaño medio, con hábitos de epifita y con pseudobulbos vagamente agrupados, cónico-ovoides a fusiforme-ovoides que llevan 2 a 3 hojas, hacia el ápice, elípticas a oblongo-liguladas, obtusas o agudas. Florece en la primavera al verano en una inflorescencia apical, de 6 a 20 cm  de largo, con 3 a 20 flores, erguidas, inflorescencia racemosa con flores no retorcidas, con apertura sucesiva y con un aroma fragante.

## Distribución y hábitat
Se encuentra en México en los bosques de pino y roble o mezclada en los bosques en altitudes de 1400 a 2400 metros.

## Taxonomía
Prosthechea guttata fue descrito por (Schltr.) Christenson y publicado en Richardiana 3(3): 116. 2003.
Etimología
Prosthechea: nombre genérico que deriva de las palabras griegas: prostheke (apéndice), en referencia al apéndice en la parte posterior de la columna.
guttata: epíteto latíno que significa "con manchas" 
Sinonimia
- Encyclia guttata Schltr.
- Encyclia maculosa (Ames, F.T.Hubb. & C.Schweinf.) Hoehne
- Epidendrum guttatum A.Rich. & Galeotti
- Epidendrum maculosum Ames, F.T.Hubb. & C.Schweinf.
- Prosthechea maculosa (Ames, F.T.Hubb. & C.Schweinf.) W.E.Higgins	[3][4]